# Macrocarpaea loranthoides
Macrocarpaea loranthoides là một loài thực vật có hoa trong họ Long đởm. Loài này được (Griseb.) Maas mô tả khoa học đầu tiên năm 1993.